# ミスティー・レイン
ミスティー・レイン（Misty Rain）は、アメリカ合衆国のポルノ女優、ポルノ映画監督、ダンサー。カリフォルニア州ロングビーチ出身。

## 来歴
1992年デビュー。1997年にメトロ・ピクチャーズと12本の作品に出演し、「ミスティー・カム」というタイトル・シリーズの監督及び出演することを契約した。この契約の時点で、演技力を発揮できるより良い映画会社の作品に出演し、以前の作品とは違った役に取り組みたいと語った。2000年には、「ワールドワイド・セックス」と呼ばれるシリーズに出演した。

## 受賞
- 1995年 - XRCO年間スターレット賞[2]
- 1995年 - XRCO最優秀レズシーン賞「ディナー・パーティ（The Dinner Party）（セレステ、デビー・ダイアモンドと）」[2]
- 1995年 - AVN最優秀レズシーン賞（フィルム部門）「ディナー・パーティ（The Dinner Party）（セレステ、デビー・ダイアモンドと）」
- 1995年 - AVN最優秀レズシーン賞（ビデオ部門）「バットスラマーズ4（Buttslammers 4）（ビオンカ、フェレシア（英語版）、デビー・ダイアモンドと）」
- 1995年 - AVN最優秀乱交シーン賞（フィルム部門）「セックス（Sex）（デビー・ダイアモンド、ディーヴァ、ジェリー・パイクと）」
- 1996年 - XRCO最優秀レズシーン賞「テイク・イット・トゥー・ザ・リミット6（Takin' it to the Limit 6）（トレイシー・アレン、ビオンカ、フェレシア、ジル・ケリーと）」[2]
- 1996年- AVN最優秀レズシーン賞（ビデオ部門）「テイク・イット・トゥー・ザ・リミット6（Takin' it to the Limit 6）（トレイシー・アレン、ビオンカ、フェレシア、ジル・ケリーと）」
- 1996年 - AVN最優秀レズシーン賞（フィルム部門）「ファンタシー・チェンバー（Fantasy Chamber）（ジェンティール、フェレシアと）」
- 1997年 - AVN最優秀レズシーン賞（ビデオ部門）「バットスラマース13（Buttslammers the 13th）（ミッシー、カレッサ・サヴェージと）」
- 1997年 - AVN最優秀カップルシーン賞（フィルム部門）「レッド・バイブ・ダイアリーズ（Red Vibe Diaries）（マーク・ウォーリスと）」
- 2004年 - AVN殿堂顕彰[3]